# Max Eibegger
Max Eibegger (* 26. April 1901 in Sachendorf; † 4. Mai 1969 in Knittelfeld) war ein österreichischer Politiker (SPÖ). Er war von 1945 bis 1966 Abgeordneter zum Österreichischen Nationalrat und 1959 Staatssekretär im Bundesministerium für Landesverteidigung.

## Leben
Eibegger besuchte nach der Volksschule eine kaufmännische Fortbildungsschule und arbeitete zwischen 1915 und 1919 als Praktikant bzw. Beamter bei der Firma Austria Email in Knittelfeld. Danach war er von 1919 bis 1930 als Rechnungs- und Verwaltungsbeamter bei den Österreichischen Bundesbahnen tätig und übernahm danach zwischen 1930 und 1934 die Funktion des Amtsvorstands der Stadtgemeinde Knittelfeld. Infolge des Österreichischen Bürgerkriegs wurde Eibegger 1934 als Stadtamtsvorstand in den Ruhestand versetzt. Er arbeitete ab 1937 als geschäftsführender Prokurist der Obersteirischen Wohnstätten Genossenschaft.
Eibegger wurde aus politischen Gründen mehrfach verhaftet. Er war 1933 in Untersuchungshaft, saß 1934 in gerichtlicher Haft sowie im Anhaltelager Wöllersdorf ein und war von 1936 bis 1937 erneut in Untersuchungshaft. Nach der Machtübernahme der Nationalsozialisten war er zudem 1938 und 1944 in Gestapohaft.
Eibegger engagierte sich ab 1919 als Mitglied in der Sozialdemokratischen Partei und war von 1928 bis 1932 Gemeinderat in Knittelfeld. Nach dem Zweiten Weltkrieg wurde er 1945 Mitglied der SPÖ und übernahm 1945 die Funktion des Vorsitzenden des Befreiungsausschusses in Knittelfeld. Des Weiteren wirkte er als Obmann der SPÖ-Bezirksorganisation Knittelfeld-Judenburg-Murau und war innerparteilich zudem Mitglied des Landesparteivorstandes der SPÖ Steiermark. Er vertrat die SPÖ vom 19. Dezember 1945 bis zum 30. März 1966 im Nationalrat und war zudem als Nachfolger von Karl Stephani ab dem 16. Juli 1959 bis zum 19. Oktober 1959  Staatssekretär im Bundesministerium für Landesverteidigung.

## Auszeichnungen
- 1955: Großes Silbernes Ehrenzeichen für Verdienste um die Republik Österreich[1]